# 高锡文
高锡文，中华人民共和国政治人物、全国脱贫攻坚先进个人。

## 生平
高锡文任蕲春县漕河镇飞跃村党支部书记、村委会主任。因在脱贫攻坚战中作出突出贡献，2021年2月25日全国脱贫攻坚总结表彰大会上，高锡文被授予“全国脱贫攻坚先进个人”。